# Lutécia (ort)
Lutécia är en ort i Brasilien.   Den ligger i kommunen Lutécia och delstaten São Paulo, i den södra delen av landet, 800 km söder om huvudstaden Brasília. Lutécia ligger 577 meter över havet och antalet invånare är 2 703.
Terrängen runt Lutécia är huvudsakligen platt. Lutécia ligger uppe på en höjd. Runt Lutécia är det mycket glesbefolkat, med 6 invånare per kvadratkilometer.. Lutécia är det största samhället i trakten.
Omgivningarna runt Lutécia är huvudsakligen savann.